# Hartmut Broszinski
Hartmut Broszinski (* 21. Juni 1935 in Fulda; † 23. Dezember 2020) war ein deutscher Bibliothekar, Handschriftenforscher, Altgermanist und Medizinhistoriker. Er war unter anderem von 1991 bis zu seinem Ruhestand im Jahr 1997 Leiter der Landesbibliothek Fulda und Leiter der Fürstlich Waldeckschen Hofbibliothek in Arolsen.

## Leben
Broszinski studierte zunächst Musik, dann Germanistik und Altgermanistik, Anglistik und Musikwissenschaft an der Universität Heidelberg, wo er im Jahr 1969 mit der Arbeit Eine alemannische Bearbeitung der dem Guy de Chauliac zugeschriebenen ‚Chirurgia parva‘. Untersuchungen und kritische Ausgabe des Textes promoviert wurde. Danach absolvierte er eine Ausbildung zum Bibliothekar. Von 1980 bis 1991 war er Leiter der Handschriften- und Musikabteilung der Landesbibliothek und Murhardschen Bibliothek in Kassel, die heute Teil der Universitätsbibliothek Kassel ist.
1991 wurde Broszinski Leitender Bibliotheksdirektor in Fulda und 1994 Honorarprofessor, 1997 ging er in den Ruhestand. Er hat viele Jahre auch mit einer Förderung der Deutschen Forschungsgemeinschaft an der Erschließung der umfangreichen alchemistischen Handschriften der Murhardschen Bibliothek in Kassel geforscht und darüber 2011 einen umfangreichen Katalog der Handschriften herausgegeben. Im Jahr 2011 wurden die alchemistischen Handschriften außerdem in einer Ausstellung in Kassel präsentiert. Die alchemistischen Handschriften in Kassel gehen auf die Tätigkeit des Landgrafen Moritz von Hessen-Kassel, auch Moritz der Gelehrte genannt, zurück, der selbst alchemistische Versuche unternommen hat.
Seit 1983 war Broszinski wissenschaftliches Mitglied der Historischen Kommission für Hessen.

## Schriften (Auswahl)
- als Hrsg. mit Sven Dupré und Dedo von Kerssenbrock-Krosigk: Kunst und Alchemie. Das Geheimnis der Verwandlung [anlässlich der Ausstellung „Kunst und Alchemie. Das Geheimnis der Verwandlung“, Stiftung Museum Kunstpalast, Düsseldorf, 5. April bis 10. August 2014] / Museum Kunstpalast. Hirmer, München 2014, ISBN 978-3-7774-2198-8 (Englische Ausgabe unter dem Titel Art and alchemy).
- (Bearb.): Manuscripta chemica in Quarto (= Die Handschriften der Universitätsbibliothek Kassel, Landesbibliothek und Murhardsche Bibliothek. Band 3). 2011, ISBN 978-3-447-06494-1.
- Einführung. In: Das Hildebrandlied. Faksimile der Kasseler Handschrift (= Kasseler Semesterbücher. Band 1). 3., überarbeitete Auflage. Kassel Univ. Press, Kassel 2004, ISBN 3-89958-008-7.
- Friedrich Murhard und Johannes von Müller: Sieben Briefe 1808 bis 1809 und Ludwig Börne über Friedrich Murhard. In: Die Brüder Murhard – Leben für Menschenrechte und Bürgerfreiheit. kassel university press, Kassel 2003, ISBN 3-89958-037-0, S. 112–125 und 164–169.
- illiteratissima urbs? Kasseler Privatbibliotheken im 18. Jahrhundert. In: Kassel im 18. Jahrhundert. Residenz und Stadt (= Kasseler Semesterbücher. Band 10). Euregio, Kassel 2000, S. 47–70.
- Musikgeschichte Kassels im Überblick. In: Zeitschrift des Vereins für Hessische Geschichte und Landeskunde. 101, 1996, S. 1–24.
- mit Sirka Heyne: Fuldische Handschriften aus Hessen. Mit weiteren Leihgaben aus Basel, Oslo, dem Vatikan und Wolfenbüttel. Katalog zur Ausstellung anlässlich des Jubiläums „1250 Jahre Fulda“, Hessische Landesbibliothek Fulda, 19. April bis 31. Mai 1994 (= Veröffentlichungen der Hessischen Landesbibliothek Fulda. Band 6). Hessische Landesbibliothek, Fulda 1994.
- Kasseler Handschriftenschätze. Stauda, Kassel 1985, ISBN 978-3-7982-0669-4.
- mit Gundolf Keil: Ein niederdeutsches Ortolf-Exzerpt aus den Jahren um 1400. In: Gundolf Keil, Peter Assion, Willem Frans Daems, Heinz-Ulrich Roehl (Hrsg.): Fachprosa-Studien. Beiträge zur mittelalterlichen Wissenschafts- und Geistesgeschichte. Schmidt, Berlin 1982, ISBN 3-503-01269-9, S. 291–304.
- Manuscripta medica (= Die Handschriften der Murhardschen Bibliothek der Stadt Kassel und Landesbibliothek. Band III, 1). Wiesbaden 1976.
- Zwei Rezepte mit dem Namen König Karls. In: Medizinische Monatsschrift. 29, 1975, S. 397–401.
- Eine alemannische Bearbeitung der dem Guy de Chauliac zugeschriebenen ‚Chirurgia parva‘. Philosophische Dissertation, Heidelberg 1968.
- Das Heilmittelglossar des Hans Suff von Göppingen. In: Centaurus. 12, 1967, S. 114–131.